# Arlena di Castro
Arlena di Castro és un comune (municipi) de la província de Viterbo, a la regió italiana del Laci, situat a uns 80 km al nord-oest de Roma i a uns 15 km a l'oest de Viterbo. La vila va ser fundada a principis del segle XVI per Alessia Neri.
Arlena di Castro limita amb els municipis següents: Cellere, Piansano, Tessennano i Tuscània.
L'any 2017 la seva població era de 877 habitants.